# 長沙灣巴士總站
長沙灣巴士總站（英語：Cheung Sha Wan Bus Terminus）現址位於香港深水埗區長沙灣長沙灣廣場地下，鄰近荔枝角站，是一個室內巴士總站。
雖然九龍巴士272P線曾經以「長沙灣」為總站，但實際上並非停靠此站，而是在附近的荔枝角站為終點站，而此線總站已在2015年1月10日延長至葵興站，荔枝角站則變為其中一個中途站。

## 歷史
所謂的「長沙灣巴士總站」最初是數個路邊車站的統稱，巴士停靠點十分分散，最著名是長沙灣熟食市場附近的長沙灣道及長順街，九龍巴士4線的長沙灣巴士總站則在元州邨前的長沙灣道。奇怪的是，九龍巴士52線、九龍巴士60線在1988年至1992年期間在發祥街停站，九巴卻單單為此總站獨立命名為「長沙灣（發祥街）總站」。
1992年9月13日，原本停泊長順街、長沙灣道的所有巴士路線，以及以發祥街為總站的60線都悉數遷往長沙灣廣場地下的新巴士總站，仍名為「長沙灣巴士總站」。
以長沙灣為總站的巴士路線不多，但變化頗大，巴士路線在十多年來更換數次。
- 1998年11月9日：九龍巴士86C線由此站總站遷離。
- 2007年12月30日：過海隧道巴士171(P)線總站由此延長至荔枝角巴士總站[1]。
- 2009年8月30日：九龍巴士86C線（包括其輔助線86P/X）回復此站為總站[2]。
- 2011年8月21日：過海隧道巴士N171線總站由此延長至荔枝角巴士總站[3][4]。
- 2014年12月6日：86P/X線停止服務[5]。
- 2023年3月6日：九龍巴士2P線投入服務。

## 總站路線資料（巴士）

### 九龍巴士2B線
- 竹園邨 ↔ 長沙灣

於1988年5月16日投入服務，1992年9月13日改以此站為總站，途經深水埗、石硤尾、九龍塘及樂富。

### 九龍巴士2F、2P線
2F
- 慈雲山（北） ↔ 長沙灣

於1968年3月30日投入服務，途經深水埗、石硤尾、九龍塘、樂富及黃大仙。
2P
- 長沙灣 → 慈雲山（北）

於2023年3月6日投入服務，途經深水埗及黃大仙，只於星期一至五下午繁忙時間服務。

### 九龍巴士30線
- 荃威花園 ↔ 長沙灣

於1948年12月11日投入服務，初時由渡船角來往荃灣。於1973年才更改編號至30。現在30途經美孚新邨、荔景、麗瑤邨、葵芳、葵興、大窩口站、荃灣市中心及荃景圍。

### 九龍巴士72線
- 太和 ↔ 長沙灣

於1973年7月16日投入服務，2002年7月6日經服務重組後改為由此開出，途經深水埗、金山郊野公園、沙田市中心、馬料水、香港中文大學、大埔滘、雍怡雅苑、廣福邨及大埔墟。

### 九龍巴士86C線
- 利安 ↔ 長沙灣

於1988年4月11日投入服務，途經深水埗、石硤尾、九龍塘、獅子山隧道、沙田圍、沙田第一城、富安花園、恆安邨、馬鞍山市中心。

## 總站路線資料（專線小巴）

### 九龍區專線小巴44A線
- 海麗邨 ↔ 荔枝角站

## 車坑分佈
| 車坑分佈（以入口最左邊起計） | 車坑分佈（以入口最左邊起計） | 車坑分佈（以入口最左邊起計） |
| 車坑編號                     | 車坑數目                     | 路線                         |
| ---------------------------- | ---------------------------- | ---------------------------- |
| 1                            | 雙坑                         | 九龍巴士86C線                |
| 2                            | 單坑                         | 九龍巴士72線                 |
| 3                            | 單坑                         | 九龍巴士30線                 |
| 4                            | 單坑                         | 九龍巴士2B線                 |
| 5                            | 單坑                         | 九龍巴士2F、2P線             |
| 6                            | 單坑                         | 小巴44A線                    |

## 外部連結
- 九巴 （页面存档备份，存于）
- 香港巴士大典上的相关条目：長沙灣總站